# Fritz Riess
Friedrich „Fritz“ Riess, vielfach aber auch Rieß geschrieben, (* 11. Juli 1922 in Nürnberg; † 15. Mai 1991 in Samedan, Schweiz) war ein deutscher Autorennfahrer.

## Karriere
Die Motorsportkarriere von Fritz Riess begann in den Jahren 1936 bis 1939 mit Motorrad-Gelände- und -Zuverlässigkeitsfahrten auf BMW. Nach dem Zweiten Weltkrieg fuhr er zunächst Rennwagen von Veritas und AFM. Am 3. August 1952 beim Großen Preis von Deutschland nahm er mit einem Veritas RS am Rennen teil und erreichte mit zwei Runden Rückstand auf den Sieger Alberto Ascari (Ferrari) den 7. Platz. Es blieb seine einzige Teilnahme an einem Lauf zur Fahrer-Weltmeisterschaft.
Seinen größten Erfolg im Motorsport erzielte er im Sportwagen. 1952 errang er bei der 20. Auflage der 24 Stunden von Le Mans gemeinsam mit Hermann Lang den Gesamtsieg. Es war der erste Auftritt der Daimler-Benz AG in diesem Rennen nach dem Zweiten Weltkrieg. Lang und Riess siegten in ihrem Mercedes-Benz 300 SL mit einem Schnitt von 155,575 km/h und distanzierten dabei ihre beiden Teamkollegen Theo Helfrich und Helmut Niedermayr um eine Runde.
Im gleichen Jahr hatte Riess auf Veritas beim Eifelrennen die Sportwagenklasse bis 2000 cm³ gewonnen, mit 1,3 Sekunden Vorsprung vor Toni Ulmen, ebenfalls auf Veritas.
1953 fuhr er noch einige Sportwagenrennen auf Alfa Romeo, bevor er den Rennsport aus familiären und beruflichen Gründen aufgab.

## Statistik

### Statistik in der Automobil-Weltmeisterschaft

#### Gesamtübersicht
| Saison | Team        | Chassis    | Motor          | Rennen | Siege | Zweiter | Dritter | Poles | schn. Rennrunden | Punkte | WM-Pos. |
| ------ | ----------- | ---------- | -------------- | ------ | ----- | ------- | ------- | ----- | ---------------- | ------ | ------- |
| 1952   | Fritz Riess | Veritas RS | Veritas 2.0 L6 | 1      | −     | −       | −       | −     | −                | −      | NC      |
| Gesamt | Gesamt      | Gesamt     | Gesamt         | 1      | −     | −       | −       | −     | −                | −      |         |

#### Einzelergebnisse
| Saison | 1 | 2 | 3 | 4 | 5 | 6 | 7 | 8 |
| ------ | - | - | - | - | - | - | - | - |
| 1952   |   |   |   |   |   |   |   |   |
|        |   |   |   |   | 7 |   |   |   |

| Legende  | Legende            | Legende                                                          |
| Farbe    | Abkürzung          | Bedeutung                                                        |
| -------- | ------------------ | ---------------------------------------------------------------- |
| Gold     | –                  | Sieg                                                             |
| Silber   | –                  | 2. Platz                                                         |
| Bronze   | –                  | 3. Platz                                                         |
| Grün     | –                  | Platzierung in den Punkten                                       |
| Blau     | –                  | Klassifiziert außerhalb der Punkteränge                          |
| Violett  | DNF                | Rennen nicht beendet (did not finish)                            |
| Violett  | NC                 | nicht klassifiziert (not classified)                             |
| Rot      | DNQ                | nicht qualifiziert (did not qualify)                             |
| Rot      | DNPQ               | in Vorqualifikation gescheitert (did not pre-qualify)            |
| Schwarz  | DSQ                | disqualifiziert (disqualified)                                   |
| Weiß     | DNS                | nicht am Start (did not start)                                   |
| Weiß     | WD                 | zurückgezogen (withdrawn)                                        |
| Hellblau | PO                 | nur am Training teilgenommen (practiced only)                    |
| Hellblau | TD                 | Freitags-Testfahrer (test driver)                                |
| ohne     | DNP                | nicht am Training teilgenommen (did not practice)                |
| ohne     | INJ                | verletzt oder krank (injured)                                    |
| ohne     | EX                 | ausgeschlossen (excluded)                                        |
| ohne     | DNA                | nicht erschienen (did not arrive)                                |
| ohne     | C                  | Rennen abgesagt (cancelled)                                      |
| ohne     | keine WM-Teilnahme |                                                                  |
| sonstige | P/fett             | Pole-Position                                                    |
| sonstige | 1/2/3/4/5/6/7/8    | Punktplatzierung im Sprint-/Qualifikationsrennen                 |
| sonstige | SR/kursiv          | Schnellste Rennrunde                                             |
| sonstige | *                  | nicht im Ziel, aufgrund der zurückgelegten Distanz aber gewertet |
| sonstige | ()                 | Streichresultate                                                 |
| sonstige | unterstrichen      | Führender in der Gesamtwertung                                   |

### Le-Mans-Ergebnisse
| Jahr | Team            | Fahrzeug              | Teamkollege  | Platzierung | Ausfallgrund  |
| ---- | --------------- | --------------------- | ------------ | ----------- | ------------- |
| 1952 | Daimler-Benz AG | Mercedes-Benz 300 SL  | Hermann Lang | Gesamtsieg  |               |
| 1953 | SPA Alfa Romeo  | Alfa Romeo 6C 3000 CM | Karl Kling   | Ausfall     | Antriebswelle |

### Einzelergebnisse in der Sportwagen-Weltmeisterschaft
| Saison | Team        | Rennwagen             | 1   | 2   | 3   | 4   | 5   | 6   | 7   |
| ------ | ----------- | --------------------- | --- | --- | --- | --- | --- | --- | --- |
| 1953   | Alfa Romeo  | Alfa Romeo 6C 3000 CM | SEB | MIM | LEM | SPA | NÜR | RTT | CAP |
| 1953   | Alfa Romeo  | Alfa Romeo 6C 3000 CM | DNF |     |     |     |     |     |     |
| 1956   | Fritz Riess | Mercedes-Benz 300 SL  | BUA | SEB | MIM | NÜR | KRI |     |     |
| 1956   | Fritz Riess | Mercedes-Benz 300 SL  |     |     | 10  | DNF |     |     |     |
| 1957   | Fritz Riess | Mercedes-Benz 300 SL  | BUA | SEB | MIM | NÜR | LEM | KRI | CAR |
| 1957   | Fritz Riess | Mercedes-Benz 300 SL  | 20  |     |     |     |     |     |     |